# Three (Sugababes-album)
A Three  az angol Sugababes lánycsapat harmadik stúdióalbuma, amelyet az Island Records adott ki 2003. október 27-én. Négy kislemez jelent meg róla, köztük a Hole in the Head, amely a csapat harmadik első helyezett kislemeze lett az Egyesült Királyságban. A csapat mindhárom tagja egy-egy „szóló” dalt vett fel az albumra – „Whatever Makes You Happy” (Keisha Buchanan), „Sometimes” (Heidi Range), és „Maya” (Mutya Buena). A második album, ami a második formációban, Heidi Range közreműködésével készült. Az album a harmadik helyet érte el az UK Albums Chart-on. Az album népszerűsítése érdekében a csapat 2004-ben elindult a Three Tour-ra.  

## Történet
A csapat második stúdióalbuma, az Angels with Dirty Faces (2002) negyedik, és utolsó kislemeze, a Shape megjelenése után, a lányok bejelentették, hogy visszatértek a stúdióba, hogy elkészítsék harmadik korongjukat, és így született meg 2003 őszére a Three. Producerek tekintetében ez az album már nem annyira vegyes, mint az előző, de az újak között köszönhetjük Linda Perryt és Guy Sigsworthöt, és persze a régi segítők közül is sokan megmaradtak még. Céljuk volt az is, hogy Amerikában népszerűsítsék az albumot. Ez az egyetlen album, amelyen szerepel három szólódal, vagyis olyan dalok, amelyben minden szólórész egy lányhoz tartozik. Ezek a Sometimes (Heidi), a Maya (Mutya), és a Whatever Makes You Happy (Keisha). Október 13-án pedig bejelentették az album első kislemezét, a Hole in the Head-et. A brit kiadás egy különleges kiadás volt, két extra számmal, a "Twisted"-del, és a "Buster"-rel. Kezdetben a Woolworths által az Egyesült Királyságban kínált digitális letöltési verzió véletlenül tartalmazta a Whatever Makes You Happy korábbi demóverzióját, de a hibát gyorsan kijavították. A streaming szolgáltatásoknál a "Whatever Makes You Happy" felváltotta az eredeti albumverziót.

## Fogadtatás és siker
A lemez a címéhez híven az angol liste #3 helyén nyitott, és tripla platina minősítést ért el. A lányok szintén egyik legjobb albuma. Az első kislemez a Xenomania által producerelt #1 Hole in the Head lett, ezt követte az Igazából szerelem betétdala, a Too Lost in You, majd jött az ismét Xenomanianak köszönhető In the Middle, és egy befejező ballada, a Caught in a Moment. A Sugababes történetében ez az egyetlen album, amelyről az összes kimásolt kislemez bekerült a TOP10-be! Nemzetközileg ugyanolyan sikeres volt, mint az elődje, ugyanis négy országban volt TOP10-es a lemez, és ötben pedig TOP40-es.

## Dallista
| #   | Cím                                                | Szerző(k) | Hossz |
| --- | -------------------------------------------------- | --- | ----- |
| 1.  | Hole in the Head                                   | Brian Higgins, Miranda Cooper, Tim Powell, Nick Coler, Niara Scarlett, Keisha Buchanan, Mutya Buena, Heidi Range                                               | 3:38  |
| 2.  | Whatever Makes You Happy (Keisha Buchanan szóló)   | (Keisha Buchanan, Craig Dodds, Stuart Chrichton, Pete Martin                                                                                                   | 3:15  |
| 3.  | Caught in a Moment                                 | Jony Lipsey, Karen Poole, Marius De Vries Keisha Buchanan, Mutya Buena, Heidi Range                                                                            | 4:24  |
| 4.  | Situtation's Heavy                                 | Keisha Buchanan, Mutya Buena, Heidi Range, Tim "Rolf" Larcombe, Shawn Lee, Brian Higgins, Miranda Cooper, Edele Lynch                                          | 4:10  |
| 5.  | Million Different Ways                             | Craig Dodds, Stuart Crichton, Felix Howard, Guy Sigsworth, Keisha Buchanan, Mutya Buena, Heidi Range                                                           | 4:29  |
| 6.  | Twisted (Egyesült Királyság és Japán bónuszkiadás) | Keisha Buchanan, Mutya Buena, Heidi Range, Miranda Cooper, Brian Higgins, Martin Buttrich, Malte Hagemeister                                                   | 3:05  |
| 7.  | We Could Have It All                               | Craig Dodds, Felix Howard, Johnny Dollar, Keisha Buchanan, Mutya Buena, Heidi Range                                                                            | 3:37  |
| 8.  | Conversation's Over                                | Tom Elmhirst, Jony Lipsey, Karen Poole, Keisha Buchanan, Mutya Buena, Heidi Range                                                                              | 4:06  |
| 9.  | In the Middle                                      | Miranda Cooper, Brian Higgins, Niara Scarlett, Shawn Lee, Lisa Cowling, Keisha Buchanan, Mutya Buena, Heidi Range, Andre Tegler, Phil Fuldner, Michael Bellina | 3:59  |
| 10. | Too Lost in You                                    | Diane Warren | 3:58  |
| 11. | Nasty Ghetto                                       | Linda Perry, Keisha Buchanan, Mutya Buena, Heidi Range | 4:16  |
| 12. | Buster (Egyesült Királyság és Japán bónuszkiadás)  | Keisha Buchanan, Mutya Buena, Heidi Range, Karen Poole, Johnny Douglas                                                                                         | 4:22  |
| 13. | Sometimes (Heidi Range szóló)                      | Jony Lipsey, Marius De Vries, Felix Howard, Keisha Buchanan, Mutya Buena, Heidi Range                                                                          | 4:34  |
| 14. | Maya (Mutya Buena szóló)                           | Craig Dodds, Guy Sigsworth, Mutya Buena, Heidi Range, Keisha Buchanan                                                                                          | 4:43  |

## Kislemezek
| #  | Kislemez           | Megjelenés          |
| -- | ------------------ | ------------------- |
| 1. | Hole in the Head   | 2003. október 13.   |
| 2. | Too Lost in You    | 2003. december 15.  |
| 3. | In the Middle      | 2004. március 22.   |
| 4. | Caught in a Moment | 2004. augusztus 23. |

## Ranglista
| Ország             | Dátum         | Helyezés | Példányszám | Megjegyzések                       |
| ------------------ | ------------- | -------- | ----------- | ---------------------------------- |
| Egyesült Királyság | 2003. október | 3        | 855,921     | 3x Platina                         |
| Ausztria           | 2003. október | 21       |             |                                    |
| Németország        | 2003. október | 11       | 300,000     | Platina                            |
| Svájc              | 2003. október | 9        |             |                                    |
| Svédország         | 2003. október | 54       |             | csak az első 2 kislemez jelent meg |
| Új-Zéland          | 2003. október | 45       |             | csak az első 2 kislemez jelent meg |
| Írország           | 2003. október | 2        |             | 2x Platina                         |
| Hollandia          | 2003. október | 4        |             | Arany                              |
| Finnország         | 2003. október | 40       |             |                                    |
| Norvégia           | 2003. október | 22       |             | csak az első 2 kislemez jelent meg |
| Dánia              | 2003. október | 39       |             | csak az első 2 kislemez jelent meg |
| Belgium            | 2003. október | 50       |             | csak az első 3 kislemez jelent meg |

## Külső hivatkozások
- Sugababes a lap.hu-n